# Карино (Челябинская область)
Карино — деревня в составе Усть-Багарякского сельского поселения Кунашакского района Челябинской области.

## География
Карино находится в северной части района, на левом (северном) берегу реки Синары. Деревня вытянулась вдоль речного берега в виде одной улицы — Синарской.
Расстояние до центра района села Кунашак — 65 километров.

## Топоним
Кари — этноним, самоназвание башкир, проживавших на реки Зирикле, имеет значение «коренной», «исконный».

## История
Деревня основана в начале 18 века (указана на карте от 1735).

## Население
| 2002 | 2010 |
| ---- | ---- |
| 61   | ↗81  |

Историческая численность населения: в 1970 году — 201 житель, в 1995 году — 92 жителя.

## Инфраструктура
Личное подсобное хозяйство.

## Транспорт
Доступна автомобильным транспортом. По восточной окраине проходит автодорога Кунашак — Усть-Багаряк (идентификационный номер 74 ОП РЗ 75К-148).